# Reginald Lyons (directeur de la photographie)
Pour les articles homonymes, voir Lyons.
Reginald Edgar Lyons (né le 18 décembre 1891 et mort le 10 septembre 1966  à Los Angeles, dans le quartier d'Hollywood, en Californie) est un directeur de la photographie, réalisateur et acteur américain.

## Filmographie

### Comme directeur de la photographie
- 1915 : Mother's Roses de Theodore Marston
- 1915 : The Wheels of Justice de Theodore Marston
- 1915 : Mortmain de Theodore Marston
- 1915 : The Cave Man de Theodore Marston
- 1916 : The Redemption of Dave Darcey de Paul Scardon
- 1916 : The Dawn of Freedom de Theodore Marston et Paul Scardon
- 1917 : Aladdin from Broadway de William Wolbert
- 1917 : Captain of the Gray Horse Troop de William Wolbert
- 1917 : The Magnificent Meddler de William Wolbert
- 1917 : By Right of Possession de William Wolbert
- 1917 : The Divorcee de William Wolbert
- 1917 : Sunlight's Last Raid de William Wolbert
- 1917 : The Flaming Omen de William Wolbert
- 1917 : When Men Are Tempted de William Wolbert
- 1918 : Cavanaugh of the Forest Rangers de William Wolbert
- 1918 : The Home Trail de William Wolbert
- 1918 : The Girl from Beyond de William Wolbert
- 1920 : The Unfortunate Sex d'Elsier La Maie
- 1920 : Get Your Man de George Holt
- 1921 : Beauté noire (Black Beauty ) de David Smith
- 1921 : The White Masks de George Holt
- 1922 : So This Is Arizona de Francis Ford
- 1922 : Angel Citizens de Francis Ford
- 1922 : Golf de Larry Semon et Tom Buckingham
- 1922 : Gold Grabbers de Francis Ford
- 1922 : The Counter Jumper de Larry Semon
- 1923 : Just Like a Woman de Scott R. Beal et Hugh McClung
- 1923 : Voilà Diavolo de William K. Howard
- 1923 : The Eagle's Feather d'Edward Sloman
- 1924 : Monsieur Don't Care de Scott Pembroke et Joe Rock
- 1925 : The Trail Rider de W.S. Van Dyke
- 1925 : Justice est faite (The Desert's Price) de W.S. Van Dyke
- 1926 : Le cow-boy et la Comtesse (The Cowboy and the Countess) de Roy William Neill
- 1926 : The Fighting Buckaroo de Roy William Neill
- 1926 : Franc jeu (A Man Four-Square) de Roy William Neill
- 1926 : The Gentle Cyclone de W.S. Van Dyke
- 1926 : Plein la vue (The Family Upstairs) de John G. Blystone
- 1926 : 30 Below Zero de Robert P. Kerr et Lambert Hillyer
- 1926 : Desert Valley de Scott R. Dunlap
- 1927 : The War Horse (en) de Lambert Hillyer
- 1927 : Whispering Sage de Scott R. Dunlap
- 1927 : Hills of Peril de Lambert Hillyer
- 1927 : Good as Gold de Scott R. Dunlap
- 1927 : Chain Lightning de Lambert Hillyer
- 1927 : Black Jack d'Orville O. Dull
- 1927 : Blood Will Tell (en) de Ray Flynn
- 1928 : The Branded Sombrero de Lambert Hillyer
- 1929 : Back from Shanghai de Noel M. Smith
- 1930 : O'Malley Rides Alone de J.P. McGowan
- 1935 : The Fighting Pilot de Noel M. Smith

### Comme acteur
- 1914 : Bunny's Mistake de George D. Baker
- 1922 : The Counter Jumper de Larry Semon

### Comme réalisateur
- 1927 : Black Jack